# Munchhausen
Munchhausen, niem. Münchhausen to miejscowość i gmina we Francji, w regionie Grand Est, w departamencie Dolny Ren.
Według danych na rok 1990 gminę zamieszkiwało 651 osób, 110 os./km².